# Al-Masry Al-Youm
Al-Masry Al-Youm (en árabe: المصري اليوم, literalmente "El Egipcio Hoy") es el diario de mayor circulación en Egipto. Fundado en 2003, es un periódico privado y se publicó por primera vez en junio de 2004. Se publica en Árabe estándar moderno y tiene un sitio web en árabe y en inglés. Trabaja en ser una organización mediática de servicio completo para Egipto.

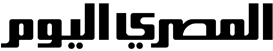
almasryalyoum logo

## Historia

### Fundación
El periódico fue fundado por los finales de 2002 por Salah Diab, un hombre de negocios egipcio cuyo abuelo (Tawfik Diab) era uno de los más famosos publicadores de Egipto en los años 1930 y 1940. La primera edición del periódico se publicó el día 7 de junio. El periódico inicialmente circulaba ante todo por las élites de El Cairo, dándoles una cobertura objetiva como parte de un esfuerzo de diferenciarse de las coberturas sensacionalistas y partidistas de las otras organizaciones mediáticas egipcias. Se ha dicho que el inicio del periódico "ayudó a inaugurar una nueva apertura para los independientes medios de comunicación en Egipto." Después de tres años, logró desafiar a Al-Ahram por la posición de ser el periódico nacional de mayor circulación. A partir de 2009 se considera el periódico más influyente de Egipto.
Ha respondido exitosamente al mercado mediático egipcio como un todo, y no a un partido político específico como varios otros periódicos egipcios de la oposición. No ha mostrado temor de dar una cobertura a temas controversiales, como los medios de comunicación que forman parte del aparato mediático gubernamental. Además, ha aprovechado de la energía de los periodistas jóvenes, dándoles incentivos para producir buen trabajo.

### 2011 Iniciativa de Hospedar 2.ª Flotilla de Libertad
En julio de 2011 Al-Masry Al-Youm publicó su iniciativa de hospedar la segunda Flotilla de Libertad en Egipto para que los barcos de la flotilla zarparan hacia Gaza desde un puerto Egipcio. Los barcos de la flotilla se habían estancado en Grecia dado que las autoridades griegas se negaron a dejarlos partir. El periódico reportó que los activistas de la flotilla agradecieron la iniciativa de Al-Masry Al-Youm para partir de Egipto. El barco francés Dignité Al Karama fue el único barco de la flotilla que logró acercarse a Gaza. Se dirigió hacia Gaza después de anunciar públicamente que su destino era el puerto de Alejandría, antes de ser interceptado por comandos israelíes y acompañado al puerto israelí de Ashdod. Al-Masry Al-Youm reportó en ese entonces que una fuente dentro de los activistas dijo al periódico que "el barco llegará al puerto de Alejandría para repostar combustible, en respuesta a la invitación de Al-Masry Al-Youm, y de allí procederá uno de los puertos mediterráneos, y de allí directamente hacía Gaza, desafiando todas la amenazas que Israel ha publicado."

### Acusaciones de autocensura
El 1 de diciembre de 2011, el redactor jefe de Al-Masry Al-Youm protestó a una edición impresa del periódico Egypt Independent, el periódico semanal que pertenece a Al-Masry Al-Youm, lo cual se publica en inglés y que se fundó el mes de noviembre del mismo año. La edición últimamente fue censurada. La edición del Egypt Independent iba a llevar un editorial escrito por Robert Springborg, politólogo y experto en las relaciones civiles-militares de Egipto, que criticó fuertemente el Consejo Supremo de las Fuerzas Armadas que ha gobernado el país desde la resignación de Hosni Mubarak. Springborg y los periodistas de Egypt Independent colaboraron para cambiar las secciones ofensivas del editorial, pero la segunda edición del periódico nunca se publicó. Durante el mes siguiente, el mismo profesor Springborg fue acusado en Al-Masry Al-Youm de ser un "conspirador contra la estabilidad de Egipto." El episodio de autocensura movió los periodistas del Egypt Independent a escribir que "aún después del 25 de enero, la autocensura sigue afligiendo los medios de comunicación de Egipto. Como periódico egipcio, nosotros también sufrimos de ella. Pero si la autocensura se internaliza y no se cuestiona, se hace una práctica irrevocable. No aceptamos que eso pase."

## Editores
1. Magdi Mohana (2004)
2. Anwar El Hawari (2004-2005)
3. Magdi El Galad (2005-)